# Музей Мумі-тролів

Мумі-троль біля входу у бібліотеку, одягнений у футболку Wikipedia з автографами відвідувачів.

Музей Мумі-тролів (швед. Mumindalen, фін. Muumilaakso) — дитячий музей у місті Тампере, Фінляндія, присвячений всесвіту мумі-тролів.

## Історія
У кінці 1970-х років художники Тууліккі Пієтіля (фін. Tuulikki Pietilä), Пенті Ейстула і сама письменниця Туве Янссон (при деякій участі архітектора Рейма Пієтіля) побудували п'ятиповерховий Мумі-будинок заввишки 2,5 метри. Після успішного його показу на батьківщині був запланований світовий тур, але довелося обмежитися поїздкою по скандинавських країнах в 1980–1983 роках. Потім впродовж трьох років будинок знаходився на реставрації в майстерні Янссон. У 1986 році він знову був показаний жителям і гостям Тампере, а з 1987 року є центром експозиції Музею мумі-тролів. За чверть століття свого існування музей відвідали понад один мільйон екскурсантів.

## Опис
Музей знаходиться в підвальному приміщенні бібліотеки. Представлені оригінальні ілюстрації Туве Янссон до своїх книг про мумі-тролів, мультимедійні експонати, центр експозиції — п'ятиповерховий Мумі-будинок заввишки 2,5 метри, всього приблизно 2000 експонатів. Можна придбати тематичні іграшки і сувеніри, книги різними мовами.